# Picnic at Hanging Rock
Picnic at Hanging Rock (bra: Piquenique na Montanha Misteriosa; prt: Picnic at Hanging Rock) é um filme australiano de 1975, dirigido por Peter Weir.

## Sinopse
A acção do filme decorre no ano de 1900, na Austrália meridional. Um grupo de alunas de um colégio victoriano é levado a fazer uma excursão, no dia de São Valentim, a um local chamado Hanging Rock, uma formação rochosa de origem vulcânica. Após um piquenique, um pequeno grupo de alunas, acompanhadas de uma professora, afasta-se das restantes e decide fazer uma incursão às zonas mais recônditas do penhasco. Só uma delas será encontrada mais tarde, mas de nada se recorda. Quanto às restantes, jamais voltariam a ser vistas.

## Elenco
- Rachel Roberts ....  Mrs. Appleyard
- Vivean Gray ....  Miss McCraw
- Anne-Louise Lambert ....  Miranda
- Karen Robson ....  Irma
- Jacki Weaver ....  Minnie
- Tony Llewellyn-Jones .... Tom
- Helen Morse .... Mlle. de Poitiers
- Dominic Guard .... Michael Fitzhubert
- Jane Vallis .... Marion
- Frank Gunell .... Mr. Whitehead
- Kirsty Child .... Miss Lumley
- Margaret Nelson .... Sara

## O ambiente do filme

### O prenúncio
Desde o início que o realizador Peter Weir consegue criar um clima de suspense e de prenúncio que algo de extraordinário irá acontecer naquilo que se pretendia que fosse um dia agradável e despreocupado para as alunas do rigoroso colégio dirigido por Mrs. Appleyard. Ainda no colégio, antes da partida, os contrastes criados pelos jogos de luz e a pela composição dos cenários apontam para uma ambiguidade, que vai estar presente ao longo de toda a obra, e que se reflecte também nas relações entre as personagens.
No decorrer do piquenique, num ambiente de aparente tranquilidade e bem-estar, os sintomas de algo sobrenatural repetem-se: o relinchar dos cavalos ao chegar ao local, um bando de aves fazendo barulho no céu, o som de uma flauta de Pã que mais parece um grito de angústia. Os relógios param ao meio-dia; as formigas devoram o bolo da merenda.

### O desaparecimento
Chegadas ao cimo do rochedo, as três jovens, já descalças, tentam sentir a essência e o fascínio da natureza selvagem. A mesma natureza que irá devorar e esconder as jovens e a professora no seu seio. Assim, Peter Weir consegue transformar a natureza e toda a sua beleza num clima de angústia e inquietação.

### A busca
Nunca mais se saberá o que foi feito de Miranda, Marion e Miss McGraw. Nenhuma hipótese será mesmo enunciada. Restará o medo daqueles que escaparam, na sua incapacidade de compreensão, na pressa que têm de esquecer. Aliás, não existe outra possibilidade senão esquecer. Há coisas que mais vale não tentar compreender.
O clima de mistério que atravessa todo o filme pode ser resumido a uma frase proferida por Miranda logo no início: "Aquilo que vemos e aquilo que parecemos não é mais do que um sonho dentro de outro sonho".